# Inowrocław
Inowrocław (alemany: Hohensalza) és una ciutat al nord de Polònia amb una població de 77.641 habitants (2004) que forma part del voivodat de Cuiàvia-Pomerània des del 1999, Inowrocław estava anteriorment en el Voivodat de Bydgoszcz (1975-1998). Inowrocław és una ciutat industrial a uns 40 km al sud-est de la ciutat de Bydgoszcz, coneguda pels seus banys d'aigua salada i per la mina de sals. La ciutat és la cinquena més gran del seu voivodat, i és un nus ferroviari important, on la línia oest-est (Poznań-Toruń) creua amb la línia del Carbó de Chorzów-Gdynia.

## Fills il·lustres
- Bernd Bergel (1909-1967), compositor i pedagog musical.
- Justus Frantz (1944), pianista, director d'orquestra i presentador de televisió.